# Peromitra hikosana
Peromitra hikosana är en tvåvingeart som beskrevs av Nakayama och Hiroshi Shima 2002. Peromitra hikosana ingår i släktet Peromitra och familjen puckelflugor. Inga underarter finns listade i Catalogue of Life.